# Гладиатор (фильм, 1986)
«Гладиатор» (1986) — американский кинофильм режиссёра Абеля Феррары. Слоган фильма: «There can only be one winner» («Победитель может быть только один»).

## Сюжет
Фильм рассказывает о Рике Бентоне, чей брат Джефф погиб под колёсами опасного преступника. Рик решает не только найти убийцу, но и наказывать всех опасных водителей, для чего он каждый вечер выезжает на улицы города.

## В ролях
- Кен Уол (Ken Wahl) — Рик Бентон
- Нэнси Аллен (Nancy Allen) — Сьюзан Невилль
- Роберт Калп (Robert Culp) — Лейтенант Фрэнк Мэсон
- Стэн Шоу — Джо Баркер
- Розмари Форсайт (Rosemary Forsyth) — Лоретта Симпсон
- Барт Брэверман (Bart Braverman) — Дон
- Брайан Роббинс (Brian Robbins) — Джефф Бентон
- Гарри Бир (Harry Beer) — Франклин